# Eleonora Wexler
Eleonora Wexler (Buenos Aires, 2 aprile 1974) è un'attrice argentina, divenuta nota grazie al ruolo di antagonista nella telenovela Valientes per il quale ha vinto il Premio Martín Fierro alla migliore attrice della novela e il Premio Clarín alla miglior attrice drammatica.

## Biografia
Eleonora Wexler ha iniziato a recitare all'età di 8 anni,  nell'opera teatrale Annie. Ha lavorato nella telenovela Vendetta di una donna .
Ha recitato poi nelle opere teatrali La Tempestad, Hombre y Superhombre e La hija del aire.
Ha fatto quindi ritorno in televisione in un episodio di Mujeres asesinas.
Nel 2007 è stata chiamata a far parte della serie Son de Fierro da Pol-ka Producciones per interpretare l'antagonista Rita, che è capace di tutto per far sì che Juan (Mariano Martínez) sia suo per sempre. In una confusione emozionale lo ucciderà e deciderà di togliersi gli occhi come castigo.  Questo personaggio è stato il suo primo ruolo come cattiva psicopatica e assassina seriale. Questo segna il suo ritorno in televisione dopo la nascita della figlia Miranda nel 2004.
Nel 2009 è stata Juana, l'antagonista nella telenovela Valientes: un'altra donna psicopatica, che si uccide dandosi fuoco. Con questo personaggio ha ottenuto il Premio Clarín come "Mejor actriz de drama" e anche il Premio Martín Fierro come "Mejor actriz protagonista de telenovela".
Nel 2011 partecipa a Un año para recordar, prodotto da Sebastián Ortega per Telefe. Qui interpreta Micaela Méndez, la fedele amica di Ana (Carla Peterson);
Nel 2012 ha partecipato a Condicionados, interpretando Nathasha. A gennaio del 2013 è stata la protagonista, insieme ad Esteban Meloni, di un capitolo di Historias de corazón.
Nel 2013 è stata la protagonista di Los vecinos en guerra, insieme a Diego Torres, Mike Amigorena, Juan Gil Navarro ed altri. Il suo personaggio Mecha, è quello di una ex delinquente che, dopo una fallita rapina, dà una svolta alla sua vita e forma una famiglia che ignora il suo passato.
Alla fine del 2014 è tornata a Pol-ka Producciones e a El Trece nella telenovela poliziesca Noche y día, insieme a Romina Gaetani e Facundo Arana.
Nel 2017 è stata la protagonista della novela Amar después de amar su Telefe, nel ruolo di Carolina, una casalinga che insieme al marito Santiago (Mariano Martínez) diventano amici della famiglia Kaplan, dopo che i figli si incontrano a scuola. Carolina si innamorerà di Damián Kaplan.
Nel 2017-2018 è stata la protagonista di Golpe al corazón  nel ruolo della dottoressa Marcela Rios che si innamorerà di Rafael Farias (Sebastián Estevanez).

## Vita privata
Ha una figlia.

## Filmografia

### Televisione
| Anno      | Titolo                                    | Personaggio                           | Canale     | Ruolo                        |
| --------- | ----------------------------------------- | ------------------------------------- | ---------- | ---------------------------- |
| 1984      | Mesa de Noticias                          | Eleonora                              | ATC        | personaggio non protagonista |
| 1985      | Extraños y amantes                        | Perla                                 | ATC        | personaggio non protagonista |
| 1985      | Humor 5 estrellas                         | Catalina                              | ATC        | partecipazione speciale      |
| 1985      | El circo más gordo del mundo              | Mora                                  | Canal 13   | partecipazione speciale      |
| 1986      | Vendetta di una donna (Venganza de mujer) | Soledad                               | Canal 9    | personaggio non protagonista |
| 1987      | La cuñada                                 | Maria Lopez 'mari'                    | Canal 9    | personaggio non protagonista |
| 1987      | Vínculos                                  | -                                     | Canal 13   | partecipazione speciale      |
| 1988      | Su comedia favorita                       | Luna                                  | Canal 9    | partecipazione speciale      |
| 1988      | Plomera de mi barrio                      | Renata                                | Canal 13   | personaggio non protagonista |
| 1989      | Los tuyos y los míos                      | Lola                                  | Canal 13   | personaggio non protagonista |
| 1990      | Estado civil                              | Maria Mercedes 'mechi'                | Canal 13   | personaggio non protagonista |
| 1990      | Alta comedia                              | Lorena/ Mariana                       | Canal 9    |                              |
| 1991-1992 | La banda del Golden Rocket                | Cecilia                               | Canal 13   | protagonista                 |
| 1993      | Solo para parejas                         | Martina Morales                       | Canal 9    | protagonista                 |
| 1993      | El club de las baby Sistters              | -                                     | Canal 9    | protagonista                 |
| 1994      | Inconquistable corazón                    | Zamira                                | Canal 9    | protagonista                 |
| 1995      | La hermana mayor                          | Fernanda                              | Canal 9    | partecipazione speciale      |
| 1995      | Alta comedia                              | Tamara                                | Canal 9    | partecipazione speciale      |
| 1996      | Los ángeles no lloran                     | Lita Di Stefano / Paula               | Canal 9    | protagonista                 |
| 1997      | El garante                                | Abril                                 | Canal 9    | protagonista                 |
| 1998      | La condena de Gabriel Doyle               | Bárbara                               | Canal 9    | partecipazione speciale      |
| 1998      | Fiscales                                  | Victoria Sol                          | Telefe     | partecipazione speciale      |
| 1998-1999 | Como vos & yo                             | Valentina Martínez Godoy              | El Trece   | protagonista                 |
| 2001      | Los médicos de hoy 2                      | Priscila Peralta                      | El Trece   | protagonista                 |
| 2002      | Infieles                                  | Laura Garrido                         | Telefe     | partecipazione speciale      |
| 2002      | Tiempo final                              | Juana                                 | Telefe     | partecipazione speciale      |
| 2002      | Ciudad de pobres corazones                | Gloria                                | América TV | protagonista                 |
| 2003      | Tres padres solteros                      | Clara                                 | Telefe     | protagonista                 |
| 2003      | Costumbres argentinas                     | Cecilia                               | Telefe     | protagonista                 |
| 2003      | Los simuladores                           | Corina                                | Telefe     | partecipazione speciale      |
| 2004      | De la cama al living                      | Gina                                  | Canal 7    | partecipazione speciale      |
| 2005      | Amor en custodia                          | Ángeles                               | Telefe     | attrice non protagonista     |
| 2005      | Amor mío                                  |                                       | Telefe     | attrice non protagonista     |
| 2007-2008 | Son de Fierro                             | Rita                                  |            | antagonista                  |
| 2008      | Vidas robadas                             | Daniela Durán                         | Telefe     | partecipazione speciale      |
| 2009-2010 | Valientes                                 | Juana Gómez Acuña(†)                  | Canal 13   | antagonista                  |
| 2011      | Un año para recordar                      | Micaela Méndez                        | Telefe     | protagonista                 |
| 2011      | El hombre de tu vida                      | Julieta Velado                        | Telefe     | partecipazione speciale      |
| 2011      | Maltratadas                               | Solange                               | América TV | partecipazione speciale      |
| 2011      | Decisiones de vida                        | Pilar                                 | Canal 9    | partecipazione speciale      |
| 2011      | Televisión X la inclusión                 | Nancy                                 | Canal 9    | partecipazione speciale      |
| 2011      | Volver al ruedo                           | Lucila                                | Canal 13   | partecipazione speciale      |
| 2012      | Daños colaterales                         | Jorgelina Mujica                      | Canal 13   | partecipazione speciale      |
| 2012      | Condicionados                             | Natasha                               | Canal 13   | partecipazione speciale      |
| 2013-2014 | Los vecinos en guerra                     | Lisa Ramos / Mercedes "Mecha" Maidana | Telefe     | protagonista                 |
| 2014–2015 | Noche y día                               | Martina Mendoza                       | Canal 13   | protagonista                 |
| 2015      | Conflictos modernos                       | Juliana                               | Canal 9    | partecipazione speciale      |
| 2016      | Susana Giménez                            | lei stessa                            | Telefe     | partecipazione speciale      |
| 2017-2018 | Amar después de amar                      | Carolina Fazzio                       | Telefe     | protagonista                 |
| 2017-2018 | Golpe al corazón                          | Doctora Marcela Rios                  | Telefe     | protagonista                 |

### Cinema
| anno | film                           | direttore           |
| ---- | ------------------------------ | ------------------- |
| 1986 | Te amo                         | Eduardo Calcagno    |
| 1988 | Documental educacional (breve) | Carlos Galettini    |
| 1991 | Rojo                           | Paula Hernandez     |
| 1992 | Fuego Gris                     | Pablo Cesar         |
| 1995 | Geisha                         | Eduardo Rospo       |
| 1995 | El dedo en la llaga            | Alberto Lecchi      |
| 1996 | Lineas de teléfono             | Marcelo Brigante    |
| 1997 | Buenos Aires me mata           | Beda Docampo Feijóo |
| 1997 | La casa de Tourneur            | Jorge Caterbone     |
| 2003 | El murmullo de las venas       | Sebastian D'angelo  |
| 2013 | Omisión                        | Marcelo Páez        |
| 2016 | Ataúd Blanco                   | Daniel de la Vega   |
| 2016 | Amateur                        | Sebastian Perillo   |
| 2018 | Pensando en él                 | Pablo César         |

## Teatro
| anno      | opera                                          | Direttore             |
| --------- | ---------------------------------------------- | --------------------- |
| 1983      | Annie                                          | Wilfredo Ferrán       |
| 1984      | Cosa de magia                                  |                       |
| 1985      | Narices                                        | Hugo Midón            |
| 1986      | Alta sociedad                                  | Edgardo Borda         |
| 1989      | Frutillitas                                    |                       |
| 1991      | El zorro                                       | Santiago Doria        |
| 1991      | Gipsy                                          | Víctor García Peralta |
| 1993      | Las amistades peligrosas                       | Cecilio Madanes       |
| 1996/1997 | Convivencia                                    | Carlos de Mateis      |
| 2000/2001 | La tempestad                                   | Luis Pascual          |
| 2001/2002 | Hombre y superhombre                           | Norma Aleandro        |
| 2002      | Crónica de las indias                          | Luis Rossini          |
| 2004      | La hija del aire                               | Jorge Lavelli         |
| 2005      | La profesión de la Señora Warren               | Sergio Renán          |
| 2006      | ¿Quién le teme a Virginia Woolf?               | Luciano Suardi        |
| 2006      | La discreta enamorada                          | Santiago Doria        |
| 2007      | La hermosa gente                               | Marcelo Moncarz       |
| 2008      | El león en invierno                            | Jorge Azurmendi       |
| 2009      | Que el sol de la escena queme tu pálido rostro | Daniel Marcove        |
| 2009      | Chúmbale                                       | Santiago Doria        |
| 2010      | El descenso del monte Morgan                   | Daniel Veronese       |
| 2011      | El perro en la luna                            | Jorge Azurmendi       |
| 2012      | Las descentradas                               | Eva Halac             |
| 2012      | Elena sabe                                     | Marcelo Moncarz       |
| 2012/2013 | Cook                                           | Daniel Veronese       |
| 2014      | El gran deschave                               | Luciano Suardi        |
| 2014      | El toque de un poeta                           | Barry Primus          |
| 2015/2016 | La maldecida de Fedra                          | Marcelo Moncarz       |
| 2017      | Umbrío                                         | Luciano Suardi        |
| 2018      | Dos más dos                                    |                       |

## Premi
| Premio Martín Fierro | Premio Martín Fierro                                          | Premio Martín Fierro       | Premio Martín Fierro |
| Anno                 | categoria                                                     | serie                      | Risultato            |
| -------------------- | ------------------------------------------------------------- | -------------------------- | -------------------- |
| 2003                 | migliore attrice protagonista de unitario y/o miniserie       | Ciudad de pobres corazones | Nominata             |
| 2010                 | migliore attrice protagonista de novela                       | Valientes                  | VINCITRICE           |
| 2011                 | migliore attrice protagonista de novela                       | Valientes                  | Nominata             |
| 2013                 | migliore partecipazione speciale en ficción                   | Condicionados              | Nominata             |
| 2014                 | migliore attrice protagonista de unitario y/o miniserie       | Historia clínica           | Nominata             |
| 2014                 | migliore attrice protagonista de ficción diaria / telecomedia | Los vecinos en guerra      | Nominata             |
| 2016                 | migliore attrice protagonista de unitario y/o miniserie       | Conflictos modernos        | Nominata             |

| PremioTato | PremioTato                                    | PremioTato              | PremioTato |
| Anno       | Categoria                                     | Serie                   | Risultato  |
| ---------- | --------------------------------------------- | ----------------------- | ---------- |
| 2013       | migliore attrice di telecomedia o novela      | Los vecinos en guerra   | Nominata   |
| 2013       | miglior recitazione in capitulo único         | Historia clínica        | Nominata   |
| 2017       | miglior attrice protagonista — Ficción diaria | Amar después de amar    | VINCITRICE |
| 2017       | migliore attrice protagonista — Unitario      | Un gallo para Esculapio | VINCITRICE |

## Fonti
1. (ES) eltrecetv.com.ar (ed.). «Eleonora Wexler, la mejor actriz de drama» Archiviato il 6 aprile 2013 in Internet Archive.
2. (ES) lanacion.com.ar (ed.). «Eleonora Wexler: madre y actriz» Archiviato il 9 ottobre 2018 in Internet Archive.
3. (ES) https://www.pagina12.com.ar/diario/suplementos/las12/13-2036-2005-07-02.html